# Sarıgöl
Sarıgöl là một huyện thuộc tỉnh Manisa, Thổ Nhĩ Kỳ. Huyện có diện tích 357 km² và dân số thời điểm năm 2007 là 35893 người, mật độ 101 người/km².